# Juana Andrade Fuente Fría
Juana Andrade y Fuente Fría (Guayaquil, circa 1800 - ibídem, circa 1850) fue la esposa del presidente ecuatoriano Vicente Ramón Roca, y como tal es reconocida como primera dama de la nación, título que ocupó entre el 8 de diciembre de 1845 y el 15 de octubre de 1849.

## Biografía
Nacida en la ciudad de Guayaquil alrededor del año 1800, era hija de Mariano Andrade y Carvallo, originario de la ciudad de Cuenca, y de María del Carmen Fuente Fría y Franco, cuyos padres poseían extensas tierras agrícolas en la región de Palenque, actual provincia de Los Ríos.
Contrajo matrimonio con Vicente Ramón Roca el 12 de noviembre de 1820, en la ciudad de Guayaquil, unión de la que nacería un hijo: Juan Emilio Roca Andrade.